# قصف الجزائر (1683)
قصف العاصمة الجزائرية عام 1683 كان قصف الجزائر العاصمة عام 1683 عملية بحرية فرنسية ضد الايالة الجزائرية خلال سلسلة الحرب الفرنسية الجزائرية. أدت هاته العملية إلى إنقاذ أكثر من 100 سجين فرنسي، في بعض الحالات بعد عقود كاملة من استعبادهم لكن الغالبية العظمى من الأسرى المسيحيين في الجزائر العاصمة لم يتم تحريرهم.
ظهر سرب المارشال ديستريس أمام الجزائر العاصمة في 26 يونيو. ونجحت في إلحاق أضرار جسيمة بالمدينة، لكن دفاعات المدفعية تم تعزيزها منذ الحملتين السابقتين عامي 1682 و1683. وهكذا فقد الأسطول الفرنسي بضع سفن في عمليات القصف واضطر إلى الانسحاب بعد 16 يومًا. من الناحية السياسية، تم تقويض داي ميزومورتو بسبب عواقب الحملة - الحملات البحرية ضد فرنسا والحملات البرية ضد الإسبان في وهران دمرت الموارد المالية - وانتهى الأمر بالتخلي عن السلطة والفرار في مواجهة السخط العام في ولاية الجزائر. وعين خليفته الحاج شعبان سفيرا في فرساي، محمد الأمين، للتفاوض على سلام دائم تم التوصل إليه في عام 1690.

## خلفية
في العام السابق أمر لويس الرابع عشر دوكيسن بقصف الجزائر بعد إعلان الداي الحرب على فرنسا. أبحر دوكيسن على رأس أسطول قوامه أربعون فردًا إلى الجزائر العاصمة في يوليو 1682 لكن سوء الأحوال الجوية أخر هجومه. وبعد عدة عمليات قصف في أغسطس، تعرضت المدينة لأضرار جسيمة، لكن سوء الأحوال الجوية حال دون توقيع اتفاق سلام نهائي، مما أجبر دوكيسن على العودة إلى فرنسا.
في ربيع عام 1683، انطلق دوكيسن إلى البحر مرة أخرى بأسطول مكون من 17 سفينة من الخط، و3 فرقاطات، و16 قادسًا، و7 سفن جاليوت قنابل، و48 قاربًا طويلًا، و18 فلويت، و8 ترتان. وكانت هذه قوة أكبر مما تم إرساله إلى الجزائر العاصمة في العام السابق. بالإضافة إلى كونها أكثر عددًا، كانت السفن الحربية مجهزة بشكل أفضل ومُدارة بواسطة فيلق خاص من القاذفات. أبحر الأسطول من طولون في 23 مايو.

## القصف الثاني على الجزائر العاصمة
بدأ القصف ليلة 26-27 يونيو وتم إطلاق مائتين وعشرون قنبلة في أقل من أربع وعشرين ساعة مما أدى إلى إشعال الحرائق في الجزائر العاصمة وأدى إلى اضطراب عام بالإضافة إلى مقتل حوالي 300 جزائري كان حسن داي ينوي المقاومة بالرغم من ذلك لكن السكان حثوه على رفع دعوى من أجل السلام. وافق دوكيسن على هدنة بشرط تسليم جميع العبيد المسيحيين إليه عندما انتهت الهدنة طلب حسن داي تمديدًا وحصل عليه. في هذه الأثناء حدد دوكيسن شروطه للموافقة على السلام:
تحرير جميع العبيد المسيحيين
تعويض يساوي قيمة جميع البضائع التي استولى عليها القراصنة من فرنسا
سيتم إرسال سفارة رسمية إلى لويس الرابع عشر لطلب العفو منه عن الأعمال العدائية المرتكبة ضد قواته البحرية.
هذه الشروط جعلت الداي يواصل المقاومة.
استولى أحد القادة الجزائريين ميزو مورتو حسين باشا، على القيادة واستنكر جبن الداي الذي وافق على التعامل مع الفرنسيين. لقد تم إعدامه وتم الاستشهاد به كخليفة من قبل الإنكشارية وسرعان ما تم رفع علم أحمر من مرتفعات القصبة ليعلن لدوكيسن استئناف القتال. رد الجزائريون على القنابل التي ألقيت على مدينتهم بربط القنصل الفرنسي جان لو فاشر بفوهة مدفع. في 28 يوليو سقطت أجزاء من أطرافه المحطمة على أسطح السفن الفرنسية إلى جانب أجزاء السجناء الفرنسيين الآخرين التي تحطمت إلى أشلاء.
وعلى الرغم من المقاومة الشرسة للجزائريين فقد اجتاحت المدينة حريق هائل التهم القصور والمساجد والعديد من المباني الأخرى في جميع أنحاء المدينة ولم يجد الجرحى أي ملجأ ونفدت الذخيرة كان من الممكن أن تتحول الجزائر العاصمة إلى أنقاض لولا نفاد صواريخ دوكيسن نفسه انتهى القصف في 29 يوليو.
فشل لويس الرابع عشر في تدمير الجزائر أو إجبار الجزائريين على صنع السلام بشروطه.

## النتائج
في عام 1684 أرسل لويس الرابع عشر مبعوثًا، تورفيل، إلى الجزائر العاصمة. وتم التوقيع على معاهدة سلام احتفظت بأحكام المعاهدات السابقة. وبعد خمس سنوات بعد انتهاك الجزائر للمعاهدة قصف الفرنسيون المدينة مرة أخرى ألزم الأدميرال ديستريس الداي بالسعي للتوصل إلى اتفاقية سلام جديدة، تم التوقيع عليها في 27 سبتمبر 1688 والتي احترمها الجزائريون بعد ذلك واصل قباطنة القراصنة على الرغم من تجنبهم سواحل فرنسا غاراتهم في أماكن أخرى مما تسبب في أضرار جسيمة للمناطق الساحلية في إسبانيا.